# Roos (heraldiek)

Heraldische weergave van een roos

De roos is in de heraldiek een figuur die op veel wapens wordt afgebeeld. Het is naast de lelie een van de vaakst afgebeelde bloemen in de heraldiek.
De symboliek kan voor de roos ofwel de liefde zijn, ofwel geheimhouding (zie ook "sub rosa").

## Voorstelling
De heraldische roos wordt vrijwel altijd afgebeeld als bovenaanzicht op de volledig geopende vijfbladige bloem. Wanneer de plaatsing niet anders is aangeduid wordt de roos met  een van de vijf kelkbladen naar beneden gericht en een kroonblad naar boven. De kelkbladen zijn klein, puntig en groen van kleur, terwijl de kroonbladen rood zijn, tenzij anders in de beschrijving vermeld. Het hart van de roos is vaak van goud. Wanneer een steel wordt afgebeeld, moet deze in de beschrijving vermeld zijn.

## Variaties
Het aantal bloembladeren kan in de heraldische voorstelling van een roos ook vier of zes zijn, en soms zelfs acht. Wanneer het aantal ongelijk is aan het botanisch correcte aantal van vijf, moet dit in de beschrijving vermeld worden. Dit is ook het geval wanneer in het hart van de roos meerdere ringen van bloembladeren worden afgebeeld. Men noemt dit "n-voudig gevuld", waarbij n het aantal ringen bloembladeren voorstelt.
- In de Tudorroos  zijn een rode en een witte roos gecombineerd, om zo het einde van de Rozenoorlogen te symboliseren.
- De mispel die bijvoorbeeld in het wapen van Goor voorkomt, lijkt sterk op de roos, maar onderscheidt zich door de vijf puntige bloembladeren.

## Voorbeelden van de roos in de heraldiek

Rozen met zes bladen op het wapen van Rogier Bacons uit 1405
De roos van Lippe in het wapen van Kreis Lippe
Roos van Lancaster
Roos van York
De Tudorroos
Wapen van Reus
De Lutherse roos: een symbool van de Evangelisch-Lutherse Kerk
Wapen van Vierraden
Wapen van Penig
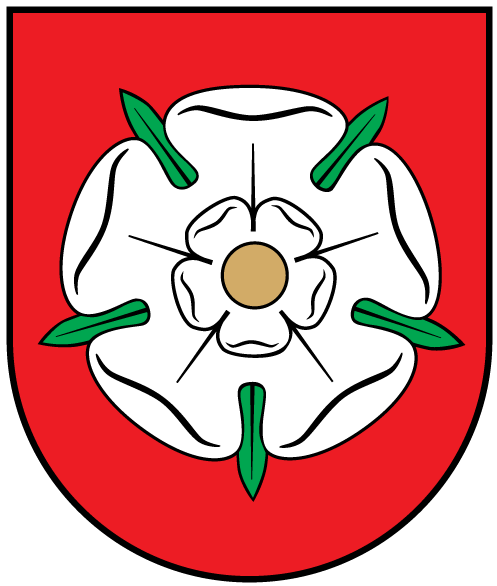
Wapen van Alytus
Wapen van Rosenheim
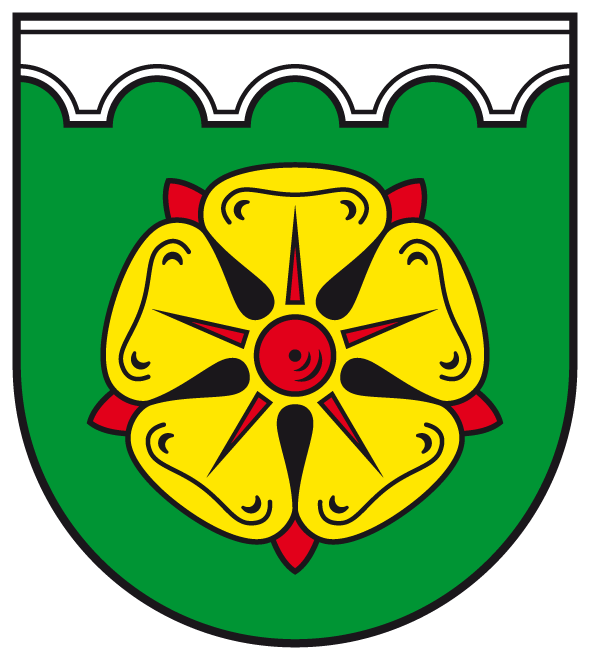
"Roos van Poppenburg" in het wapen van Wennigsen (Deister)
Roos in het stadswapen van Altenburg
Mispel in het wapen van Erkelenz
Wapen van de familie Poraj
Vlag van de stad Trondheim(achtbladige roos)
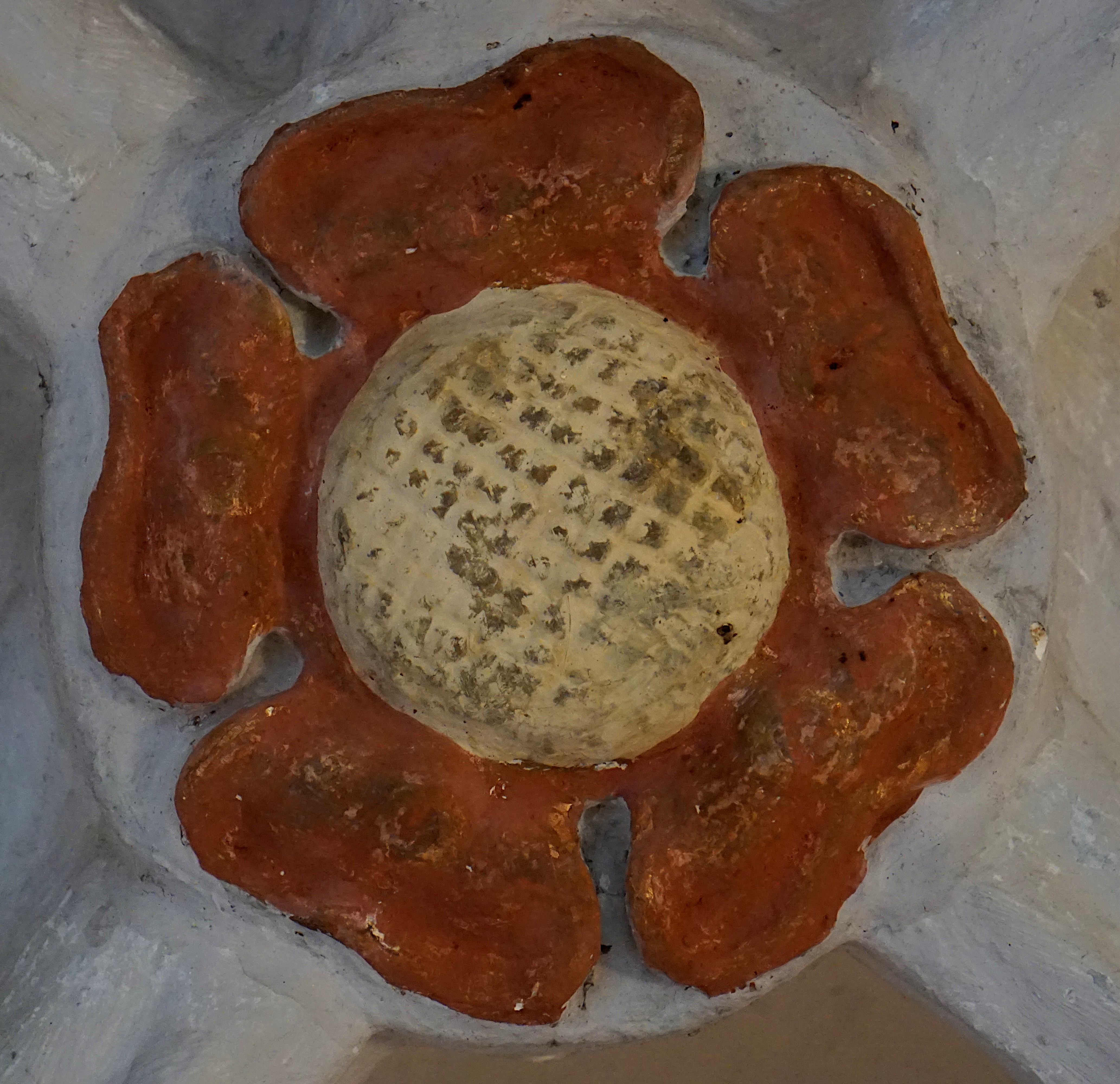
Heraldische roos als sluitsteen op het gewelf van een sacristie in Landshut

adelaar · Agnus Dei · alliantiewapen · andreaskruis · ankerkruis · armoriaal · baldakijn · barensteel · bezant · Bourgondisch kruis · brisure · cartouche · centaur · cordelière · dekkleed · dorpsvlag · dorpswapen· drieberg · dubbelkoppige adelaar · dwarsbalk · fleur de lis · fleuron · Friese adelaar · gaande leeuw · gecarteleerd · Gelderse leeuw · gepaald · gravenkroon · groot wapen · griffioen · hartschild · helmkroon · helmteken · heraldische kleur · herautstuk · hermelijn · hoed · Hollandse tuin · huismerk · Jeruzalemkruis · karbonkel · keizerskroon · keper · koek · kromstaf · kroon · krukkenkruis · kwartier · kwartileren · kwartierzoom · leeuw · markiezenkroon · merlet · molenijzer · motto · muurkroon · nassaublauw · natuurlijke kleur · Nederlandse leeuw · Nederlandse Maagd · ombrellino · ordeketen · palen · pentagram · pijlenbundel · raadselwapen · raaf · respectant · riddertoernooi · rijksbanier · rijkskleuren · rijksstandaard · rijkswapen · roos · Rudolfinische keizerskroon · Saksenros · Saladins Adelaar · scharlakenrood · schildhoofd · schildhouder · schildvoet · schildzoom · schoof · schuinbalk · schuinstreep sinister · sinister · sleutels van Petrus · socialistische heraldiek · sprekend wapen · stadskleuren · standaard · stedenmaagd · ster · tinctuur · vair · vermeerdering · vlag · vorstenhoed · vrijheidshoed · vrijkwartier · vrouwenwapen · wapen · wapenbelasting · Wapenboek Beyeren · Wapenboek Gelre · wapenbord · wapendiploma · wapendier · wapenkast · wapenkoning · wapenmantel · wapenrecht · wapenrol · wapenstier · wapentent · wassende en afnemende maan · Waterlandse zwaan · Westfriese boomwapens · wildeman · wolfsangel · wrong